# جیلین بارج
جیلین بارج (انگلیسی: Gillian Barge؛ ۲۷ مهٔ ۱۹۴۰ – ۱۹ نوامبر ۲۰۰۳) بازیگر اهل بریتانیا بود.
از فیلم‌ها یا برنامه‌های تلویزیونی که وی در آن نقش داشته‌است، می‌توان به مسمر، در واقع عشق، پوآرو، آنا کارنینا و شارلوت گری اشاره کرد.